# Véranda Rideau-Super U
Véranda Rideau-Super U est une ancienne équipe cycliste française créée en 2008. L'équipe acquiert pour la saison 2012 le statut d'équipe continentale mais disparaît à la fin de cette même saison.

## Histoire
L'équipe débute sous le nom de Perche-Agem 72 en 2008 directement en Division nationale 1, la première division cycliste amateur française. Elle prend la suite d'Odass. L'équipe est menée par Samuel Plouhinec ancien coureur professionnel. En 2009, elle remporte la Coupe de France en individuel et le championnat de France amateur. Plouhinec termine l'année meilleur amateur français. En 2010, Fabien Taillefer ancien coureur professionnel de Roubaix Lille Métropole et vainqueur de la Classique des Alpes juniors est recruté. Gustave Rideau, fondateur de l'entreprise vendéenne Véranda Rideau est le nouveau sponsor. Deux des principaux coureurs sont cependant blessés en début de saison. Plouhinec est notamment renversé et manque la première moitié de la saison. La fin de saison est meilleure et permet à Nicolas Edet de signer un contrat professionnel avec l'équipe Cofidis.
Pour 2011, l'équipe recrute Sébastien Fournet-Fayard qui courait en Italie chez CarmiOoro-NGC, ainsi que Freddy Bichot, membre de Bbox Bouygues Telecom en 2010 et Willy Roseau ancien coureur de l'équipe UC Nantes Atlantique. 
Lors du championnat de France sur route amateur à Boulogne-sur-Mer., Freddy Bichot et Samuel Plouhinec parcourent les 55 derniers kilomètres ensemble en échappée. Suivant les consignes de leur directeur sportif, ils se disputent la victoire au sprint et Bichot l'emporte. Ces deux coureurs terminent la saison respectivement aux deuxième et cinquième places du classement de la Fédération française de cyclisme. Samuel Plouhinec quitte la formation Véranda Rideau en fin d'année, déçu de ne pas avoir pu disputer la victoire du championnat de France comme il l'entendait.
En 2012, l'équipe devient professionnelle et acquiert le statut d'équipe continentale. Elle s'associe pour cela à une autre équipe de Division nationale 1 (DN1), l'USSA Pavilly Barentin, basée en Seine-Maritime. Nommée Véranda Rideau-Super U, l'équipe est présidée par Arnaud Desbois, président de l'USSA Pavilly Barentin, et est dirigée par Johnny Neveu, qui occupait déjà cette fonction dans l'équipe Véranda Rideau. Mickaël Leveau, déjà chez Veranda Rideau en 2011, et Laurent Genty, issu de l'USSA Pavilly Barentin, en sont les directeurs sportifs. L'USSA Pavilly Barentin passe de la DN1 à la DN2 et devient la réserve de l'équipe,. 
Après seulement une saison en continentale, un différend éclate entre les différents responsables de l'équipe. En effet, le manager Johnny Neveu accuse le président et cosponsor de l'équipe Arnaud Desbois d'irrégularités, notamment financières. Ainsi, Arnaud Desbois, pourtant sponsor minoritaire aurait modifié les statuts de l'équipe en usurpant des signatures, supprimant l'accès aux comptes pour les autres sponsors, qui auraient découvert plus tard des factures impayées. Devant ces soupçons, Gustave Rideau, fondateur du Groupe Gustave Rideau décide de cesser son partenariat avec l'équipe cycliste.
L'aventure professionnelle de l'équipe s'arrête donc prématurément au bout d'un an seulement de présence dans les pelotons professionnels, laissant au chômage vingt personnes, dont douze coureurs.

## Classements UCI
L'équipe participe aux circuits continentaux et principalement à des épreuves de l'UCI Europe Tour. Les tableaux ci-dessous présentent les classements de l'équipe sur les différents circuits, ainsi que son meilleur coureur au classement individuel.
UCI Asia Tour
| Saison | Classement par équipes | Meilleur coureur au classement individuel |
| ------ | ---------------------- | ----------------------------------------- |
| 2012   | 22e                    | Justin Jules (12e)                        |

UCI Europe Tour
| Saison | Classement par équipes | Meilleur coureur au classement individuel |
| ------ | ---------------------- | ----------------------------------------- |
| 2012   | 35e                    | Benoît Jarrier (142e)                     |

## Saison 2012

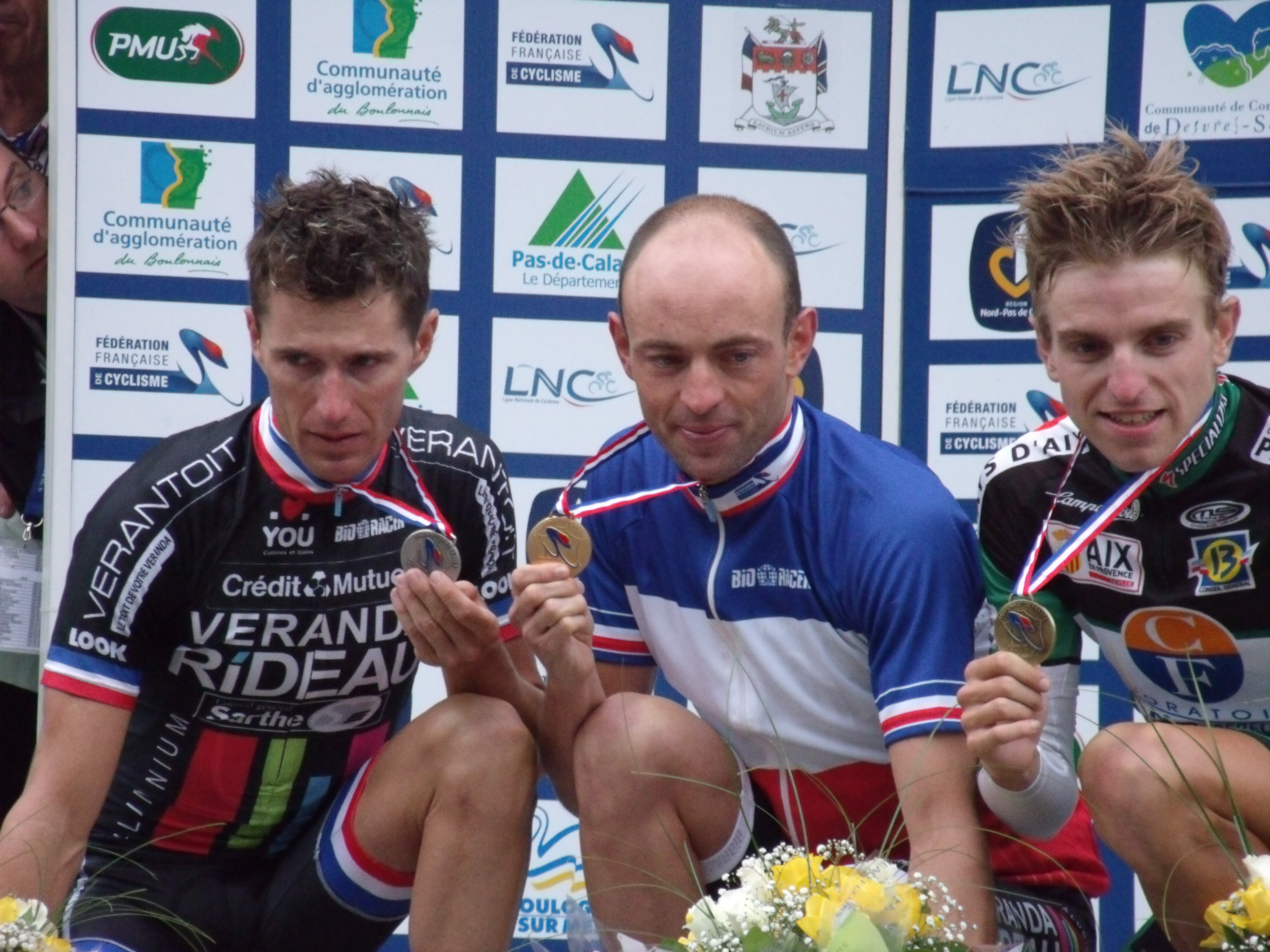
Samuel Plouhinec (à gauche) et Freddy Bichot (au centre) lors du championnat de France sur route amateurs 2011

### Effectif
| Cycliste            | Date de naissance | Nationalité | Équipe 2011                  |
| ------------------- | ----------------- | ----------- | ---------------------------- |
| Freddy Bichot       | 09/09/1979        | France      | Véranda Rideau Sarthe 72     |
| Gaylord Cumont      | 12/06/1981        | France      | USSA Pavilly Barentin        |
| Kevin Denis         | 22/03/1987        | France      | Véranda Rideau Sarthe 72     |
| Benoît Jarrier      | 01/02/1989        | France      | Véranda Rideau Sarthe 72     |
| Justin Jules        | 20/09/1986        | France      | Vélo-Club La Pomme Marseille |
| Maxime Le Montagner | 20/07/1991        | France      | Véranda Rideau Sarthe 72     |
| Guillaume Malle     | 28/08/1985        | France      | Véranda Rideau Sarthe 72     |
| Romain Mathéou      | 08/11/1988        | France      | Saur-Sojasun                 |
| Arnaud Molmy        | 07/08/1988        | France      | BigMat-Auber 93              |
| Tomasz Olejnik      | 07/05/1985        | Pologne     | USSA Pavilly Barentin        |
| Mickael Olejnik     | 09/05/1980        | Pologne     | USSA Pavilly Barentin        |
| Franck Vermeulen    | 10/04/1976        | France      | Véranda Rideau Sarthe 72     |